# Хэмилл, Мики
Майкл Хэ́милл (англ. Michael Hamill; 19 января 1889 — 23 июля 1943), более известный как Ми́ки Хэ́милл (англ. Mickey Hamill) — ирландский футболист, крайний хавбек, выступавший за различные клубы в Ирландии, Англии и США, а также за сборную Ирландии.

## Клубная карьера
Мики Хэмилл родился в Белфасте. Играл в гэльский футбол, но затем сконцентрировался на обычном футболе. Играл за местные команды «Сент-Полс Свифтс» и «Белфаст Рейнджерс». В 1909 году начал играть за «Белфаст Селтик». Дебютировал за эту команду в матче против «Шелбурна». Его хорошее выступление в товарищеском матче против «Селтика» в Рождество 1910 года привлекло внимание «Манчестер Юнайтед», и 31 декабря 1910 года клуб из Манчестера заплатил £175 за его переход. Также одним из условий трансфера Хэмилла стала организация товарищеского матча между «Белфаст Селтик» и «Манчестер Юнайтед» в Рождество 1911 года. Хэмилл дебютировал в основном составе «Юнайтед» 16 сентября 1911 года в матче против «Вест Бромвич Альбион». Провёл в «Манчестер Юнайтед» три сезона, сыграв за это время 60 матчей и забив 2 мяча.
В 1914 году покинул «Манчестер Юнайтед» из-за несоблюдения условия его трансфера: «Манчестер Юнайтед» так и не провёл оговоренный матч с «Белфаст Селтик». С 1914 по 1920 годы играл за «Белфаст Селтик». Во время войны Хэмилл также выступал за шотландский «Селтик» в сезоне 1916/17, выиграв чемпионский титул.
В сезоне Мики 1917/18 году выиграл свой первый титул с «Белфаст Селтик», став обладателем Ирландского кубка. Хэмилл сыграл в финале против «Линфилда» несмотря на травму колена и помог своей команде выиграть трофей.
В 1920 году, когда «Белфаст Селтик» временно покинул официальные турниры, Мики вернулся в Манчестер, на этот раз — в «Манчестер Сити». Выступал за «горожан» на протяжении четырёх сезонов, сыграв 128 матчей и забив 2 мяча.
С 1924 по 1926 год Хэмилл играл за несколько команд из США, включая «Фолл Ривер Марксмен», «Бостон Соккер» и «Нью-Йорк Джайантс».
Вернувшись в Ирландию, Мики вновь начал играть за «Белфаст Селтик». В этом же клубе он и завершил карьеру по окончании сезона 1929/30.

## Карьера в сборной
Мики дебютировал в составе сборной Ирландии в 1912 году. В 1914 году Хэмилл был капитаном сборной Ирландии, впервые в своей истории выигравшей домашний чемпионат. В том году ирландцы обыграли Англию на «Эйрсом Парк» в Мидлсбро. Всего он провёл за сборную 7 матчей. В 1921 году решил завершить выступления за сборную из-за дискриминации футболистов-католиков со стороны Ирландской футбольной ассоциации.

## После завершения карьеры
В дальнейшем Хэмилл тренировал белфастский клуб «Дистиллери» и был владельцем бара Centre-Half Bar на Фоллс Роуд.
Погиб в 1943 году при невыясненных обстоятельствах. Его тело обнаружили 23 июля 1943 года в канале Лэгана в Лисберне.